# Trasformazione isocorobarica
In termodinamica, si definisce trasformazione isocorobarica una trasformazione che avviene a pressione e volume del sistema costanti, quindi si tratta di una trasformazione contemporaneamente isocora e isobara.
Durante una reazione isocorobarica possono variare la temperatura e il numero di moli.